# Don Bijl
Don Bijl (Nieuw-Zeeland, 29 mei 1952) is een Nederlandse bestuurder en partijloos politicus.

## Biografie
Bijl werd geboren in Nieuw-Zeeland en kwam op 12-jarige leeftijd met zijn Nederlandse ouders naar Nederland. Na de hbs in Beverwijk studeerde hij rechten aan de Universiteit van Amsterdam. Later volgde hij een ambtelijke loopbaan waarbij hij het bracht tot kabinetschef en hoofd van de afdeling kabinet van de commissaris van de Koningin in de provincie Noord-Holland.

### Burgemeesterschap
In 2001 werd Bijl waarnemend burgemeester van de voormalige gemeente Schermer en op 1 juni 2002 werd hij burgemeester van de gemeente Wijdemeren, die op 1 januari van dat jaar ontstaan was bij de fusie van de gemeenten 's-Graveland, Nederhorst den Berg en Loosdrecht. Vanaf die fusie tot de benoeming van Bijl was Otto van Diepen daar waarnemend burgemeester geweest.
Vanaf 1 juli 2009 was Bijl burgemeester van Purmerend. Wegens het bereiken van de leeftijd van 70 jaar op 29 mei 2022 werd hem met ingang van 1 juni van dat jaar eervol ontslag verleend en werd hij waarnemend burgemeester. Op 22 september van dat jaar werd Ellen van Selm burgemeester van Purmerend.
Op 2 januari 2019 zegde hij zijn lidmaatschap van de VVD op. Bijl was bijna vijftig jaar lid.